# Relações entre Egito e Estados Unidos
As relações entre Egito e Estados Unidos são as relações diplomáticas estabelecidas entre a República Árabe do Egito e os Estados Unidos da América. Os dois países pertencem a uma série de organizações internacionais, incluindo as Nações Unidas, Fundo Monetário Internacional, Banco Mundial e a Organização Mundial do Comércio. O Egito também é um parceiro na Organização para a Segurança e Cooperação na Europa, um observador junto à Organização dos Estados Americanos, e um estado não-membro do Tribunal Penal Internacional. Historicamente, o Egito tem sido um país importante para os interesses de segurança nacional dos Estados Unidos com base em sua geografia, demografia e postura diplomática. O Egito controla o Canal de Suez, através do qual 8% de todo o transporte marítimo mundial passa anualmente.